# Un homme à femmes (série télévisée)
Pour les articles homonymes, voir Un homme à femmes.
Un homme à femmes (Ladies Man) est une série télévisée américaine en trente épisodes de 25 minutes créée par Chris Thompson dont 27 épisodes ont été diffusée entre le 20 septembre 1999 et le 27 juin 2001 sur le réseau CBS.
En France, la série a été diffusée à partir du 20 décembre 2000 sur TF6.
La série mettait en vedette Alfred Molina en tant que mari, père, fils, ex-mari et gendre. Elle est peut-être la plus mémorable pour avoir réuni Betty White et ses co-stars des Golden Girls Rue McClanahan et Estelle Getty dans l'un des derniers épisodes.

## Distribution
- Alfred Molina : Jimmy Stiles, un menuisier
- Sharon Lawrence (VF : Martine Irzenski) : Donna Stiles, la femme de Jimmy
- Betty White (VF : Régine Blaëss) : Mitzi Stiles, la mère de Jimmy
- Dixie Carter : Peaches (saison 1), la mère de Donna
- Park Overall (en) : Claire Stiles (saison 1), l'ex-femme de Jimmy
- Mariam Parris (épisode pilote uniquement) Shawna Waldron (saison 1) et Kaley Cuoco (saison 2) : Bonnie Stiles, la fille adolescente de Jimmy et Claire
- Katie Volding (en) (épisode pilote uniquement) et Alexa Vega : Wendy Stiles, la jeune fille de Jimmy et Donna
- Stephen Root : Gene, le copain de golf de Jimmy

 Source et légende : version française (VF) sur RS Doublage